# Gelasma invidens
Gelasma invidens là một loài bướm đêm trong họ Geometridae.